# Giải thưởng lớn cho tiểu thuyết của Viện hàn lâm Pháp
Giải thưởng lớn cho tiểu thuyết của Viện hàn lâm Pháp (tiếng Pháp:Grand prix du roman de l’Académie française) là một giải thưởng văn học của Viện Hàn lâm Pháp, dành cho tiểu thuyết xuất sắc viết bằng tiếng Pháp. Giải này được Viện Hàn lâm Pháp thiết lập từ năm 1915 và được trao hàng năm vào tháng 10. 

## Lịch sử
Giải này được Viện Hàn lâm Pháp thiết lập năm 1915. Trong 3 năm đầu, giải này được trao 2 lần cho toàn bộ tác phẩm của một nhà văn, sau đó giải được trao cho một tác phẩm được xuất bản trong năm. Ban giám khảo gồm 12 viện sĩ Viện Hàn lâm Pháp Giải này cùng với Giải thưởng lớn Văn học của Viện Hàn lâm Pháp được coi là một trong những giải thưởng văn học cao quý của Pháp. 
Số tiền thưởng của giải hiện nay là 7.500 euro.

## Danh sách các tác giả đoạt giải
| Năm       |         | Tác giả                          | Tác phẩm                                    | Nhà xuất bản       | Ghi chú                                    |
| --------- | ------- | -------------------------------- | ------------------------------------------- | ------------------ | ------------------------------------------ |
| 1915      |         | Paul Acker                       | cho toàn bộ tác phẩm của ông                |                    |                                            |
| 1916      |         | Avesnes                          | L'Île heureuse                              | Plon               |                                            |
| 1917      |         | Charles Géniaux                  | cho toàn bộ tác phẩm của ông                |                    |                                            |
| 1918      |         | Camille Mayran                   | Histoire de Gotton Connixloo                | Plon               |                                            |
| 1919      | nothumb | Pierre Benoit                    | L'Atlantide                                 | Albin Michel       |                                            |
| 1920      |         | André Corthis                    | Pour moi seule                              | Albin Michel       |                                            |
| 1921      |         | Pierre Villetard                 | Monsieur Bille dans la tourmente            | Fasquelle          |                                            |
| 1922      | nothumb | Francis Carco                    | L'Homme traqué                              | Albin Michel       |                                            |
| 1923      |         | Alphonse de Châteaubriant        | La Brière                                   | Grasset            |                                            |
| 1924      |         | Émile Henriot                    | Aricie Brun ou les Vertus bourgeoises       | Plon               |                                            |
| 1925      |         | François Duhourcau               | L'Enfant de la victoire                     | La Vraie France    |                                            |
| 1926      | nothumb | François Mauriac                 | Le Désert de l'amour                        | Grasset            |                                            |
| 1927      | nothumb | Joseph Kessel                    | Les Captifs                                 | Gallimard          |                                            |
| 1928      |         | Jean Balde                       | Reine d'Arbieux                             | Plon               |                                            |
| 1929      | nothumb | André Demaison                   | Le Livre des bêtes qu'on appelle sauvages   | Grasset            |                                            |
| 1930      | nothumb | Jacques de Lacretelle            | Amour nuptial                               | Gallimard          |                                            |
| 1931      |         | Henri Pourrat                    | Gaspard des montagnes                       | Albin Michel       |                                            |
| 1932      |         | Jacques Chardonne                | Claire                                      | Grasset            |                                            |
| 1933      |         | Roger Chauviré                   | Mademoiselle de Bois-Dauphin                | Flammarion         |                                            |
| 1934      |         | Paule Régnier                    | L'Abbaye d'Évolayne                         | Plon               |                                            |
| 1935      |         | Albert Touchard                  | La Guêpe                                    | Éditions de France |                                            |
| 1936      | nothumb | Georges Bernanos                 | Journal d'un curé de campagne               | Plon               |                                            |
| 1937      |         | Guy de Pourtalès                 | La Pêche miraculeuse                        | Gallimard          |                                            |
| 1938      |         | Jean de La Varende               | Le Centaure de Dieu                         | Grasset            |                                            |
| 1939      | nothumb | Antoine de Saint-Exupéry         | Terre des hommes                            | Gallimard          |                                            |
| 1940      |         | Édouard Peisson                  | Le Voyage d'Edgar                           | Grasset            |                                            |
| 1941      |         | Robert Bourget-Pailleron         | La Folie Hubert                             | Gallimard          |                                            |
| 1942      |         | Jean Blanzat                     | L'Orage du matin                            | Grasset            |                                            |
| 1943      | nothumb | Joseph-Henri Louwyck             | Danse pour ton ombre !                      | Plon               |                                            |
| 1944 1944 |         | Pierre Lagarde                   | Valmaurie                                   | Baudinière         |                                            |
| 1945      |         | Marc Blancpain                   | Le Solitaire                                | Flammarion         |                                            |
| 1946      |         | Jean Orieux                      | Fontagre                                    | Revue Fontaine     |                                            |
| 1947      | nothumb | Philippe Hériat                  | Famille Boussardel                          | Gallimard          |                                            |
| 1948      |         | Yves Gandon                      | Ginèvre                                     | Henri Lefebvre     |                                            |
| 1949      |         | Yvonne Pagniez                   | Évasion 44                                  | Flammarion         |                                            |
| 1950      |         | Joseph Jolinon                   | Les Provinciaux                             | Milieu du Monde    |                                            |
| 1951      |         | Bernard Barbey                   | Chevaux abandonnés sur le champ de bataille | Julliard           |                                            |
| 1952      |         | Henri Castillou                  | Le Feu de l'Etna                            | Albin Michel       |                                            |
| 1953      |         | Jean Hougron                     | Mort en fraude                              | Donnat             |                                            |
| 1954      |         | (đồng hạng) Pierre Moinot        | La Chasse royale                            | Gallimard          |                                            |
| 1954      |         | (đồng hạng) Paul Mousset         | Neige sur un amour nippon                   | Grasset            |                                            |
| 1955      |         | Michel de Saint-Pierre           | Les Aristocrates                            | La Table ronde     |                                            |
| 1956      | nothumb | Paul Guth                        | Le Naïf Locataire                           | Albin Michel       |                                            |
| 1957      |         | Jacques de Bourbon Busset        | Le Silence et la Joie                       | Gallimard          |                                            |
| 1958      |         | Henri Queffélec                  | Un royaume sous la mer                      | Presses de la Cité |                                            |
| 1959      |         | Gabriel d'Aubarède               | La Foi de notre enfance                     | Flammarion         |                                            |
| 1960      |         | Christian Murciaux               | Notre-Dame des désemparés                   | Plon               |                                            |
| 1961      |         | Phạm Văn Ký                      | Perdre la demeure                           | Gallimard          | nhà văn gốc Việt                           |
| 1962      |         | Michel Mohrt                     | La Prison maritime                          | Gallimard          |                                            |
| 1963      |         | Robert Margerit                  | La Révolution                               | Gallimard          |                                            |
| 1964      |         | Michel Droit                     | Le Retour                                   | Julliard           |                                            |
| 1965      |         | Jean Husson                      | Le Cheval d'Herbeleau                       | Seuil              |                                            |
| 1966      |         | François Nourissier              | Une histoire française                      | Grasset            |                                            |
| 1967      | nothumb | Michel Tournier                  | Vendredi ou les Limbes du Pacifique         | Gallimard          |                                            |
| 1968      |         | Albert Cohen                     | Belle du Seigneur                           | Gallimard          |                                            |
| 1969      |         | Pierre Moustiers                 | La Paroi                                    | Gallimard          |                                            |
| 1970      |         | Bertrand Poirot-Delpech          | La Folle de Lituanie                        | Gallimard          |                                            |
| 1971      | nothumb | Jean d'Ormesson                  | La Gloire de l'Empire                       | Gallimard          |                                            |
| 1972      |         | Patrick Modiano                  | Les Boulevards de ceinture                  | Gallimard          |                                            |
| 1973      | nothumb | Michel Déon                      | Un taxi mauve                               | Gallimard          |                                            |
| 1974      |         | Kléber Haedens                   | Adios                                       | Grasset            |                                            |
| 1975      |         | Không trao giải                  |                                             |                    |                                            |
| 1976      | nothumb | Pierre Schoendoerffer            | Le Crabe-tambour                            | Grasset            |                                            |
| 1977      | nothumb | Camille Bourniquel               | Tempo                                       | Julliard           |                                            |
| 1978      |         | Pascal Jardin                    | Le Nain jaune                               | Julliard           |                                            |
| 1979      |         | Henri Coulonges                  | l'Adieu à la femme sauvage                  | Stock              |                                            |
| 1980      | nothumb | Louis Gardel                     | Fort Saganne                                | Seuil              |                                            |
| 1981      | nothumb | Jean Raspail                     | Moi, Antoine de Tounens, roi de Patagonie   | Albin Michel       |                                            |
| 1982      | nothumb | Vladimir Volkoff                 | Le Montage                                  | Julliard           |                                            |
| 1983      |         | Liliane Guignabodet              | Natalia                                     | Albin Michel       |                                            |
| 1984      |         | Jacques-Francis Rolland          | Un dimanche inoubliable près des casernes   | Grasset            |                                            |
| 1985      |         | Patrick Besson                   | Dara                                        | Seuil              |                                            |
| 1986      | nothumb | Pierre-Jean Rémy                 | Une ville immortelle                        | Albin Michel       |                                            |
| 1987      | nothumb | Frédérique Hébrard               | Le Harem                                    | Flammarion         |                                            |
| 1988      |         | François-Olivier Rousseau        | La Gare de Wannsee                          | Grasset            |                                            |
| 1989      |         | Geneviève Dormann                | Le Bal du dodo                              | Albin Michel       |                                            |
| 1990      | nothumb | Paule Constant                   | White Spirit                                | Gallimard          |                                            |
| 1991      |         | François Sureau                  | L'Infortune                                 | Gallimard          |                                            |
| 1992      | nothumb | Franz-Olivier Giesbert           | L'Affreux                                   | Grasset            |                                            |
| 1993      |         | Philippe Beaussant               | Héloïse                                     | Gallimard          |                                            |
| 1994      |         | Frédéric Vitoux                  | La Comédie de Terracina                     | Seuil              |                                            |
| 1995      | nothumb | Alphonse Boudard                 | Mourir d'enfance                            | Robert Laffont     |                                            |
| 1996      |         | Calixthe Beyala                  | Les Honneurs perdus                         | Albin Michel       |                                            |
| 1997      | nothumb | Patrick Rambaud                  | La Bataille La Bataille                     | Grasset            | Ông cũng đoạt giải Goncourt trong cùng năm |
| 1998      | nothumb | Anne Wiazemsky                   | Une poignée de gens                         | Gallimard          |                                            |
| 1999      |         | (đồng hạng) François Taillandier | Anielka                                     | Stock              |                                            |
| 1999      | nothumb | (đồng hạng) Amélie Nothomb       | Stupeur et Tremblements                     | Albin Michel       | người Bỉ                                   |
| 2000      |         | Pascal Quignard                  | Terrasse à Rome                             | Gallimard          |                                            |
| 2001      | nothumb | Éric Neuhoff                     | Un bien fou                                 | Albin Michel       |                                            |
| 2002      |         | Marie Ferranti                   | La Princesse de Mantoue                     | Gallimard          |                                            |
| 2003      |         | Jean-Noël Pancrazi               | Tout est passé si vite                      | Gallimard          |                                            |
| 2004      |         | Bernard du Boucheron             | Court Serpent                               | Gallimard          |                                            |
| 2005      |         | Henriette Jelinek                | Le Destin de Iouri Voronine                 | Fallois            |                                            |
| 2006      | nothumb | Jonathan Littell                 | Les Bienveillantes                          | Gallimard          | Ông cũng đoạt giải Goncourt trong cùng năm |
| 2007      |         | Vassilis Alexakis                | Ap. J.-C.                                   | Stock              |                                            |
| 2008      |         | Marc Bressant                    | La Dernière Conférence                      | Fallois            |                                            |
| 2009      | nothumb | Pierre Michon                    | Les Onze                                    | Verdier            |                                            |
| 2010      | nothumb | Éric Faye                        | Nagasaki                                    | Stock              |                                            |
| 2011      | nothumb | Sorj Chalandon                   | Retour à Killybegs                          | Grasset            |                                            |
| 2012      | nothumb | Joël Dicker                      | La Vérité sur l'affaire Harry Quebert       | Fallois            | người Thụy Sĩ                              |
| 2013      |         | Christophe Ono-dit-Biot          | Plonger                                     | Gallimard          |                                            |
| 2014      |         | Adrien Bosc                      | Constellation                               | Stock              |                                            |
| 2015      |         | Hédi Kaddour                     | Les Prépondérants                           | Gallimard          |                                            |
| 2015      |         | Boualem Sansal                   | 2084: la fin du monde                       | Gallimard          | người Algeria                              |
| 2016      |         | Adélaïde de Clermont-Tonnerre    | Le Dernier des nôtres                       | Grasset            |                                            |
| 2017      |         | Daniel Rondeau                   | Mécaniques du chaos                         | Grasset            |                                            |
| 2018      |         | Camille Pascal                   | L'Été des quatre rois                       | Plon               |                                            |